# Chen Shu-chu
Chen Shu-chu (chinês: 陳樹菊; Taitung County, Taiwan, 1951) é uma fornecedora de vegetais e filantropa do condado de Taitung, Taiwan. Ela doa a renda que obtem como feirante para crianças carentes de seu condado. Segundo ela "o dinheiro serve a seu propósito somente quando é usado para aqueles que precisam e sempre fica feliz quando ajuda os outros". Em 2010 foi selecionada como uma das 100 pessoas do ano, pela revista Time, na categoria Heroes. Também foi premiada pela Forbes Ásia como uma dos 48 heróis da Filantropia. A revista Reader's Digest também a homenageou, em 2010, como asiática do ano. Em 2012, ela também foi selecionada como uma das vencedoras do Prêmio Ramon Magsaysay. Em 2018, o asteroide 278986 Chenshuchu foi nomeado em sua homenagem.

## Biografia
Shu-chu Chen se formou na escola primária Jen-Ai na cidade de Taitung, Taiwan. A vida da família composta por oito pessoas dependia do pai dela como vendedor de vegetais. Sua mãe morreu devido à distocia e a família não podia pagar as despesas médicas. Ela decidiu ajudar sua família trabalhando como vendedora de vegetais. Seu irmão mais novo ficou gripado em 1969 e morreu no mesmo ano, apesar de receber uma doação da escola primária Jen-Ai para tratamento médico. Shu-chu assumiu o fardo da vida e permitiu que seu irmão mais velho fosse para a faculdade. Seu segundo irmão mais novo, mais tarde, morreu de acidente de trânsito. Ao olhar para o passado, ela já odiou sua vida pelo que lhe aconteceu, por isso dedicou a maior parte do tempo trabalhando para se desvencilhar de seu pasado tenso.
No passado, ela pensava que a sociedade era muito cruel e feia, mas as coisas mudaram depois que ela se converteu ao budismo. Com o apoio da religião, ela deixou de lado o passado. Depois de vender os legumes por décadas, ela comprou uma casa pequena, mas ainda tem uma vida muito simples. Seus gastos diários estão abaixo de NTD $ 100, o que equivale a US $ 3 dólares americanos. [6 Como budista, ela é vegetariana há muito tempo e faz com que cada centavo conte. No entanto, ela sempre doa muito de sua renda para aqueles que precisam. Depois que seu pai morreu em 1993, Shu-chu doou NTD $ 1 milhão para a Academia Budista Fo Guang. Em 1997, ela doou NTD $ 1 milhão para sua escola mãe, a escola primária Jen-Ai, para ajudar as crianças pobres a pagar pela educação. Como ela não podia ir à escola em sua infancia, ela tem o desejo de ajudar mais crianças a receber uma educação melhor. Ela então doou NTD $ 4,5 milhões para a escola primária Jen-Ai para construir sua própria biblioteca. Nestes dez anos, Shu-chu adotou três crianças abandonadas na Associação Internacional Christian KidsAlive e doa NTD $ 36.000 por ano.
Shu-chu Chen foi convidado a participar da cerimônia de hasteamento de bandeira do Dia Nacional da República da China em 2018, realizada pelo governo da cidade de Taitung. Na cerimônia, ela anunciou que doou suas duas apólices de seguro de vida ao Hospital Cristão Taitung da Fundação Médica e ao Ramo Taitung do Mackay Memorial Hospital para estabelecer "o Fundo Médico da Senhora Chen Shu-chu para Pobres e Pacientes com Câncer" e "Chen Shu-chu Fundo Médico para Instituições de Caridade", respectivamente. As duas apólices de seguro valem NTD $ 16.000.000. O dinheiro será pago pela seguradora após a morte de Shu-chu Chen.

## Banquete revistaTime
Shu-chu Chen não quis participar do banquete nos Estados Unidos, organizado pela Time no início, mas o presidente de Taiwan, Ma Ying-jeou, chamou incentivando-a a participar do evento. O presidente Ma informou que o governo pagaria todos os gastos dessa jornada. Ma até pediu ao magistrado do condado de Taitung, Jian-ting Huang, para apoiá-la dizendo: "Você deveria ir aos Estados Unidos para reivindicar seu prêmio e ganhar honra por Taiwan". O presidente Ma disse à imprensa: "Foi muito emocionante ver a história de Chen. Todo Taiwan está orgulhoso dela, e ela deixou o mundo inteiro saber que o povo de Taiwan tem um grande coração". Ela chegou aos Estados Unidos em 4 de maio de 2012, participando do banquete e reivindicando seu prêmio no Time Warner Center, Manhattan, na cidade de Nova York.

## Prêmio Ramon Magsaysay 2012
A cerimônia de premiação de Ramon Magsaysay foi realizada em 31 de dezembro de 2012 no centro de convenções internacional das Filipinas, em Manila. No dia, mais de mil pessoas compareceram ao evento. O presidente das Filipinas, Noynoy Aquino, homenageou os prêmios a todos os indicados. Aquino valorizou a contribuição de Shu-chu Chen em ajudar os pobres e compartilhar o amor. Shu-chu doou esse prêmio em dinheiro de US $ 50.000 para a filial de Taitung do Mackay Memorial Hospital.